# Melgaço (Pará)
Melgaço – miasto i gmina w Brazylii, w stanie Pará. Znajduje się w mezoregionie Marajó i mikroregionie Portel.